# NGC 3777
NGC 3777 في الفهرس العام الجديد، هي مجرة، تقع في كوكبة الباطية. اكتشفت في 26 فبراير 1886 بواسطة فرانسيس بريسيرفد ليفنوورث.

## روابط خارجية
- NGC 3777 على موقع ويكي سكاي: DSS2, SDSS, GALEX, IRAS, Hydrogen α, X-Ray, Astrophoto, Sky Map, Articles and images